# دانيال بارون
دانيال بارون (بالإنجليزية: Daniel Barone)‏ هو لاعب كرة قاعدة أمريكي، ولد في 24 أبريل 1983 في سان خوسيه في الولايات المتحدة.

## وصلات خارجية
- دانيال بارون على موقعبيزبول رفرنس.كوم (الدوري الرئيسي) (الإنجليزية)
- دانيال بارون على موقعبيزبول رفرنس.كوم (الدوري الثانوي) (الإنجليزية)
- دانيال بارون على موقع مشجعي الرسوم البيانية (الإنجليزية)